# Първа книга на Ездра
„Първа книга на Ездра“ (на иврит: סֵפֶר עֶזְרָא) е библейска книга, част от раздела „Кетувим“ на еврейския „Танах“ и една от историческите книги на християнския Стар завет.
В православния канон „Първа книга на Ездра“ е поставена между „Втора книга Паралипоменон“ и „Книга на Неемия“. В юдаизма е обединена с „Книга на Неемия“ в обща „Книга Ездра-Неемия“, в католицизма и протестантството книгата се нарича само „Книга на Ездра“, а в „Септуагинта“ – „Втора книга на Ездра“ – другата книга, носеща името на Ездра не е част от еврейския и западния християнски канон, а в съвременното православие се нарича „Втора книга на Ездра“.
Смята се, че книгата е съставена в Палестина през IV век пр. Хр., като традиционно авторството ѝ се приписва на живелия век преди това религиозен водач Ездра. Тя описва историята на евреите между 536 и 458 година пр. Хр. – края на Вавилонския плен, основаването на Втория храм в Йерусалим, връщането на Ездра в Юдея и неговата кампания срещу смесените бракове.